# Orti Oricellari
Gli Orti Oricellari sono un giardino monumentale nell'omonima via vicino a Santa Maria Novella, a Firenze. Era il giardino di quello che oggi è chiamato palazzo Venturi Ginori, ed appartenne alla famiglia Rucellai, della quale "Oricellari" è una variante del nome di famiglia.
Fu sede dell'Accademia Neoplatonica.

## Storia

### I Rucellai
Il giardino sorse alla fine del Quattrocento quando Bernardo Rucellai e sua moglie Nannina de' Medici, sorella maggiore di Lorenzo il Magnifico, acquistarono il terreno e vi crearono un palazzo con giardino. La vocazione mecenatizia della famiglia Rucellai, similmente a quella dei Medici, è all'origine delle sedute dell'Accademia platonica negli spazi del palazzo, che ospitarono alcuni dei più importanti letterati e uomini di cultura dell'epoca, come Gian Giorgio Trissino, Niccolò Machiavelli (che qui presentò i suoi Discorsi), Jacopo Nardi, papa Leone X. L'Accademia aveva infatti dovuto spostarsi qui dalla villa di Careggi dopo la seconda cacciata dei Medici (1498).

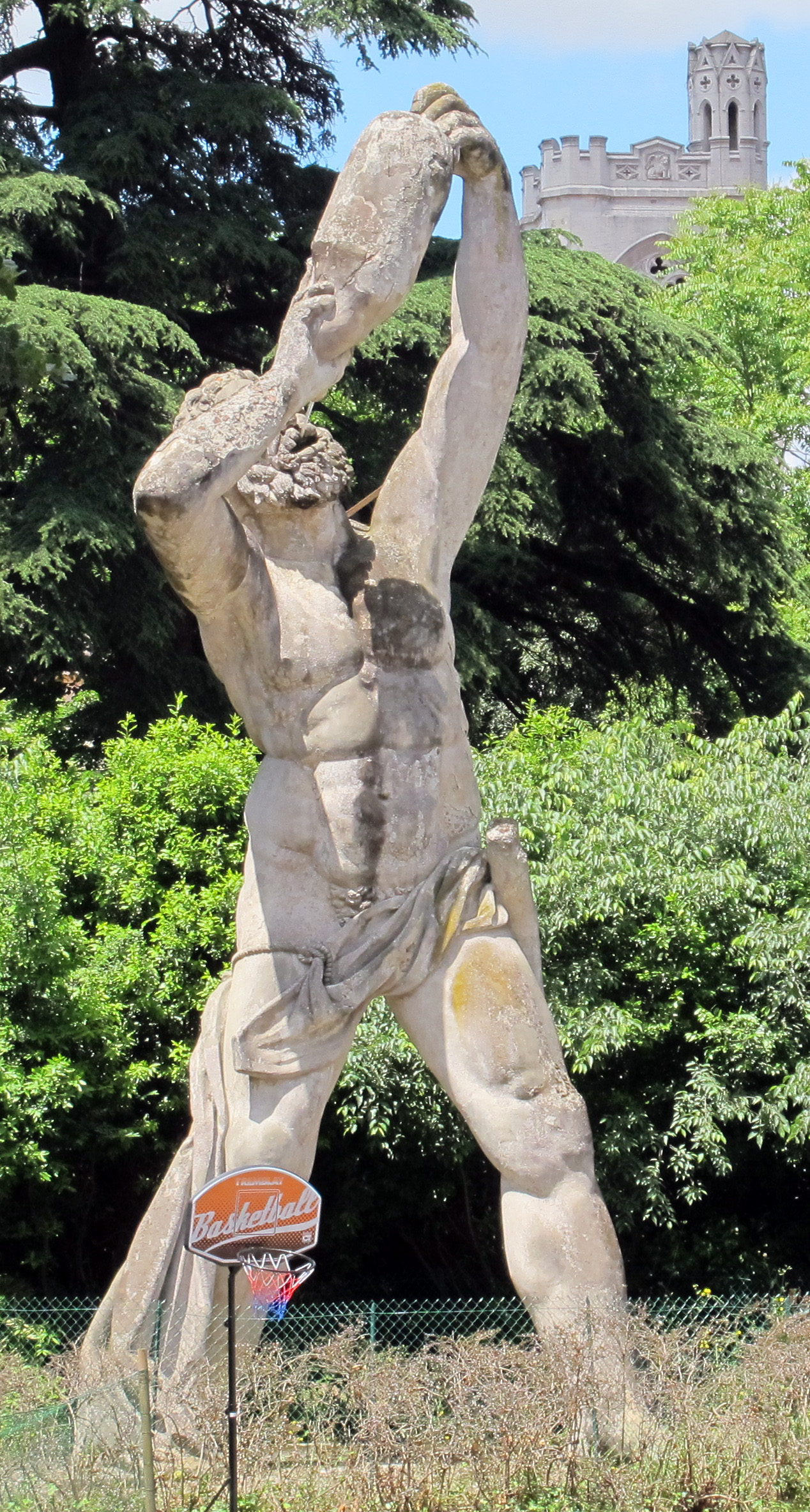
Antonio Novelli, statua colossale di Polifemo che beve all'otre

Nelle vicinanze del giardino aveva luogo anche il processo di tintura della lana attraverso l'oricello, un lichene, e l'ammoniaca (derivata dall'urina), che aveva fatto la fortuna della famiglia Rucellai e dei panni fiorentini tinti del tipico rosso violaceo. Questo procedimento fu un importante sviluppo della scienza chimica applicata alla tintura.
Le sorti dell'Accademia furono alterne: dopo che la direzione degli incontri era passata ai figli di Bernardo Rucellai, Palla e Giovanni, vi fu una prima accusa di congiura. Nell'Accademia si parlava spesso di politica e questi discorsi cadevano inevitabilmente sulla questione repubblicana, con l'antica libertas sempre più appannata dalla crescente egemonia dei Medici. Nel 1513 una congiura vera e propria ebbe come sfondo le idee che circolavano nel circolo accademico degli Orti, e vi furono alcuni arresti, tra i quali Niccolò Machiavelli, il quale subì una lieve pena qualora confrontata con la tortura e la condanna a morte dei due maggiori responsabili: Pietro Paolo Boscoli e Agostino Capponi. Questi avevano accusato, sotto tortura, anche altri esponenti del circolo degli Orti, con la conseguenza di un'aumentata sorveglianza sulle sue attività, che tuttavia non ne causò la chiusura.
Nel 1516 Leone X assistette qui alla tragedia Sofonisba di Gian Giorgio Trissino e alla Rosmunda di Giovanni di Bernardo Rucellai. Fu proprio agli Orti che il Trissino lesse e commento', verosimilmente assieme al Machiavelli, il De vulgari eloquentia di Dante, appena riscoperto da lui a Padova, dando inizio alla secolare questione della lingua in Italia, e stimolando il Machiavelli alla composizione del Discorso o dialogo intorno alla nostra lingua.
Nel 1521 di nuovo alcuni membri dell'accademia, sempre più antimedicea, complottarono per l'eliminazione del cardinale Giulio de' Medici, allora capo di fatto di Firenze: si trattava di Zanobi Buondelmonti, Jacopo da Diacceto e Luigi Alamanni. Una volta scoperti due di loro vennero giustiziati (1522), mentre solo Alamanni riuscì a fuggire in Francia. La chiusura definitiva dell'Accademia avvenne nel 1523.

### I Medici
Cinquant'anni dopo, nel 1573, la proprietà fu acquistata da Bianca Cappello, la celebre amante di Francesco I de' Medici, stanca del palazzo in via Maggio. Essa riportò per un periodo il giardino agli antichi splendori.
Alla metà del Seicento, il cardinale Giovan Carlo de' Medici, venuto in possesso della villa e del parco in seguito a complesse vicende ereditarie, si fece promotore un'importante serie di lavori, creando un giardino con impianto all'italiana. La decorazione del giardino si ispirò all'opera di Bernardo Buontalenti a Pratolino sia per l'uso di giochi d'acqua, sia per la presenza di statue gigantesche, in un ambiente caratterizzato da scene araldiche ispirate alla mitologia classica.
Fra le numerose vedute ed effetti scenografici spiccava la statua ciclopica di Polifemo che beve all'otre di Antonio Novelli, alta ben 8,40 metri e realizzata in muratura intonacata con struttura in ferro, la stessa tecnica utilizzata dal Giambologna per la statua dell’Appennino a Pratolino. L'acqua per le fontane proveniva niente meno che da Boboli, sfruttando il sistema di canalizzazione presente lungo via Maggio e il ponte Santa Trinita. Nello stesso periodo, sempre ad opera del Novelli, fu realizzata anche la Grotta degli Orti ipogea, composta da due camere comunicanti decorate da spugne e statue in atteggiamento dinamico raffiguranti i Venti. La prima stanza ha forma ellittica, mentre la seconda è di forma rettangolare con affreschi raffiguranti le ninfe.
Nel 1640 attraverso complessi passaggi ereditari tornò ad essere del ramo granducale della famiglia Medici e in seguito fu venduto ad altre famiglie, analogamente ad altre proprietà ormai ritenute secondarie.

### L'Ottocento

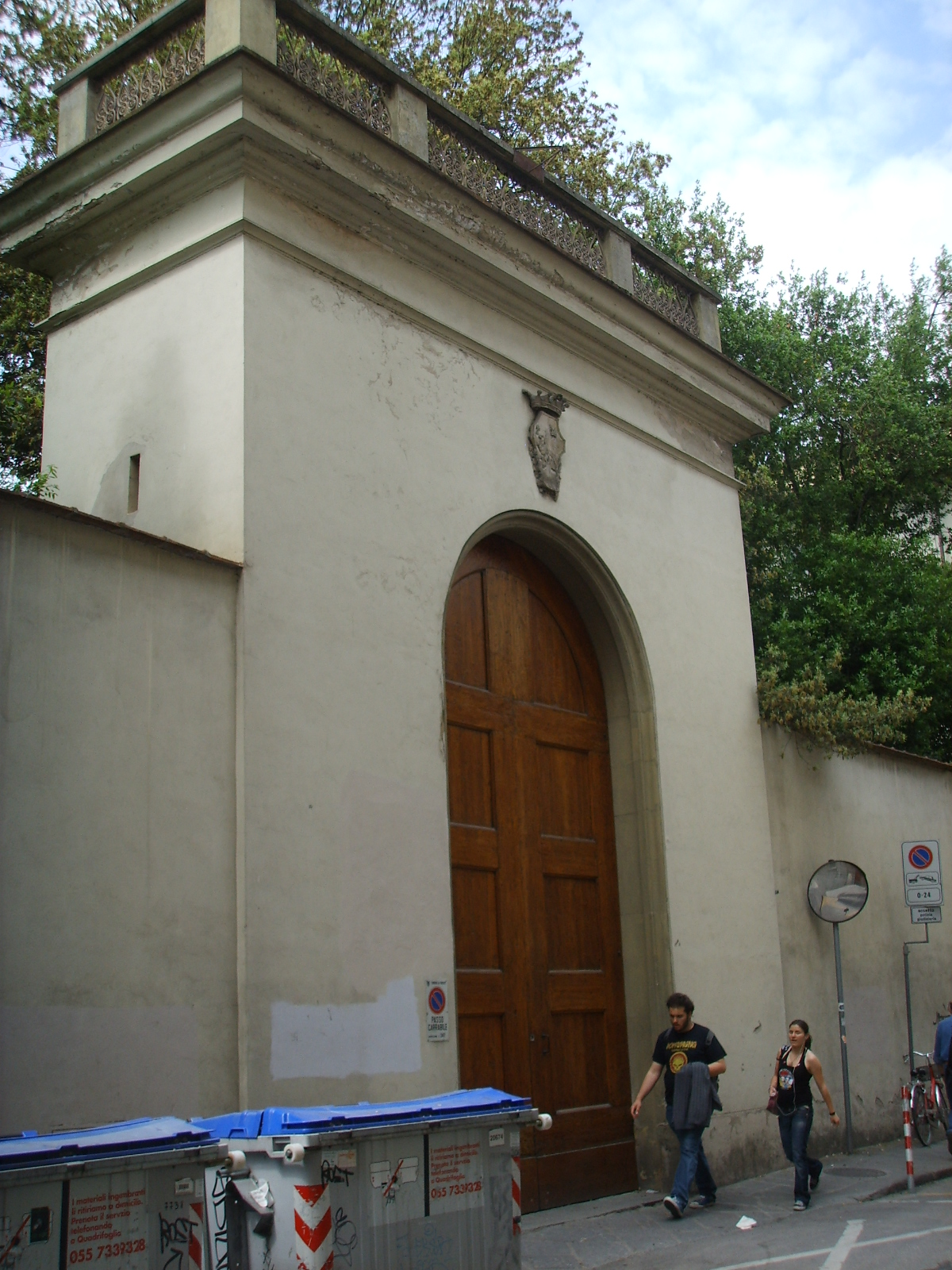
L'entrata su via Orti Oricellari

Nel 1808 Giuseppe Stiozzi-Ridolfi acquistò un ulteriore terreno (già chiostro del soppresso convento di Sant'Anna sul Prato, arrivando a toccare il giardino Corsini), ampliando il giardino secondo la moda del parco romantico all'inglese su disegno di Luigi De Cambray-Digny. Il progetto prevedeva percorsi sinuosi, collinette, piccoli specchi d'acqua, statue ed effetti di rovine. Un asse centrale culminava nel Tempietto di Flora, e gli elementi preesistenti principali come il Polifemo e la Grotta vennero inglobati in questa nuova sistemazione. Esisteva un preciso programma finalizzato alla creazione di un percorso iniziatico, tramite l'uso di elementi simbolici, tratti sotterranei ed iscrizioni, che portassero al Pantheon degli Accademici Neoplatonici, destinato ad accogliere la memoria di illustri exempla virtutis: un monumentale sepolcreto in stile classicheggiante ispirato da una fede tutta laica e pagana per la storia e la filosofia. Nel 1832 Emilio Burci pubblicò una serie di incisioni raffiguranti gli Orti Oricellari, con vedute dell'abbazia di Sant'Anna, del tempietto di Venere e di quello diroccato, del circo, del colosso di Polifemo e della grotta, del giardino dei fiori, della fortezza, del torrino circolare e del Pantheon.
Nel 1861 ci fu un nuovo cambio di proprietario, con la principessa Olga Orloff che incaricò Giuseppe Poggi, l'architetto dei futuri viali di Circonvallazione e del piazzale Michelangelo, di ammodernare la villa ed il giardino. Poggi creò un progetto classicheggiante che prevedeva il ripristino del laghetto dal quale emergesse la statua di Polifemo. Nel 1892 il luogo fu dichiarato Monumento Nazionale.

### L'epoca odierna
Sebbene il laghetto oggi non esista più, la fisionomia del progetto del Poggi è ancora quella visibile nel giardino odierno, nonostante successive alterazioni, fra le quali l'ulteriore riduzione con il taglio di Via Benedetto Rucellai all'epoca di Firenze Capitale. Con l'apertura della nuova via Bernardo Rucellai (completata entro il 1896) l'antica proprietà fu inoltre ridotta e frammentata, facendo perdere la dimensione unitaria del complesso e del suo giardino, sul quale nei decenni successivi (dalla parte dei numeri dispari della strada) sorsero alcuni edifici religiosi (chiesa dell'Adorazione Perpetua e chiesa episcopale americana).
Gli Orti Oricellari, come circolo di cultura neoplatonica nella Firenze argentea del primo Cinquecento, sono ricordati da Gabriele d'Annunzio in apertura del suo famoso libro Alcyone, ambientato sulle colline toscane. Qui nella poesia Il fanciullo si legge (vv 15-24):
l’abbia tra quelle mura
che Arno parte, negli Orti Oricellari,
ove dalla barbarie fu sepolta,
ahi sì trista, la Musa
Fiorenza che cantò ne’ dì lontani
ai lauri insigni, ai chiari
fonti, all’eco dell’inclite caverne,
quando di Grecia le Sirene eterne
venner con Plato alla Città dei Fiori.»
Il poeta finge che il Fanciullo (cioè al suo spirito poetico) suoni con un flauto una dolce melodia (l'ispirazione poetica), e finge che il Fanciullo abbia preso questa canna negli Orti Oricellari dove rifulgeva l'ultimo focolaio di cultura greca e neoplatonica dell'età laurenziana (quando di Grecia le Sirene eterne / venner con Plato alla Città dei Fiori) poi decaduto nelle guerre del Cinquecento (dalla barbarie fu sepolta ... la Musa / Fiorenza che cantò ne’ dì lontani etc...).

## Bibliografia

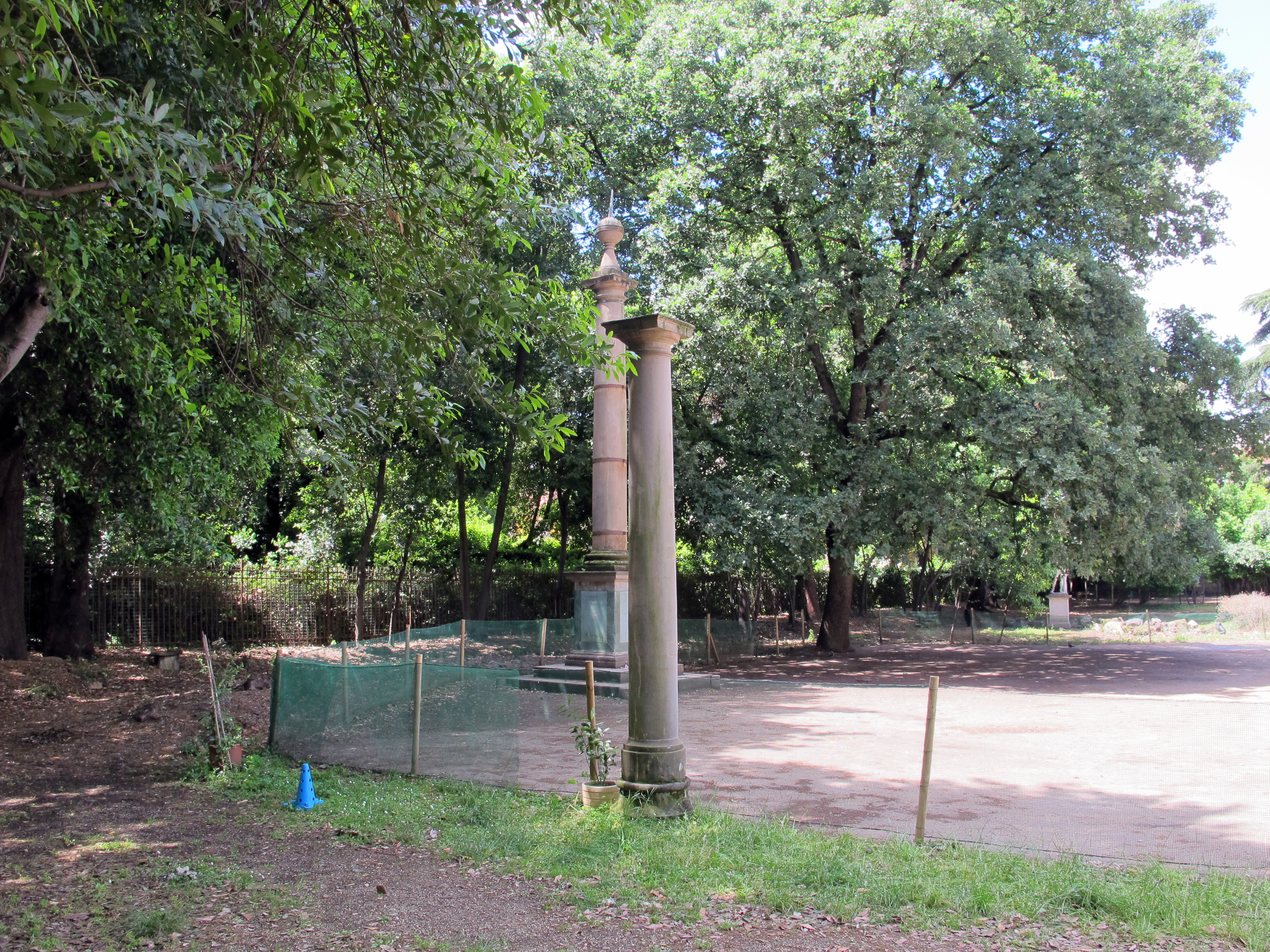
Veduta

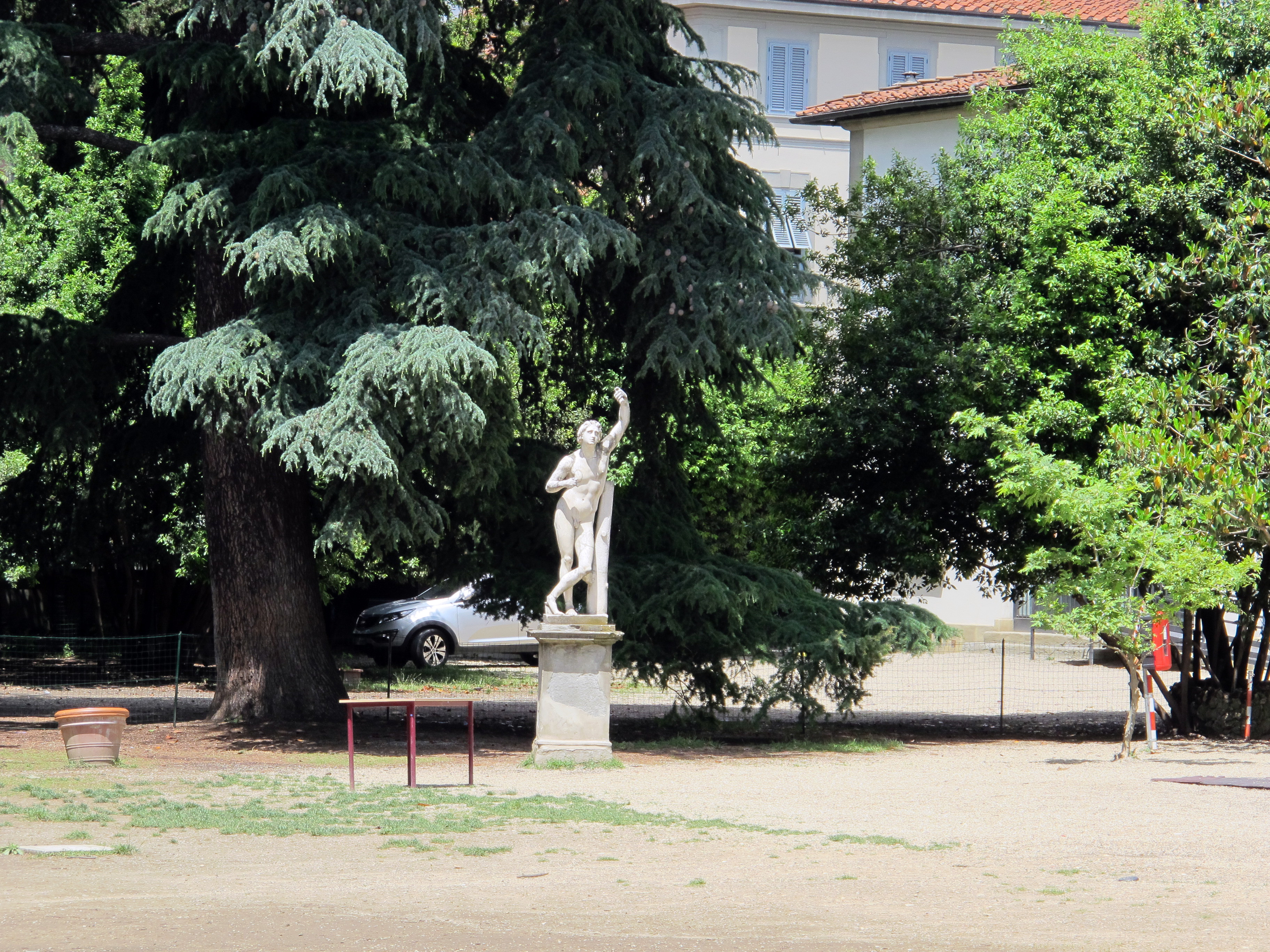
Veduta

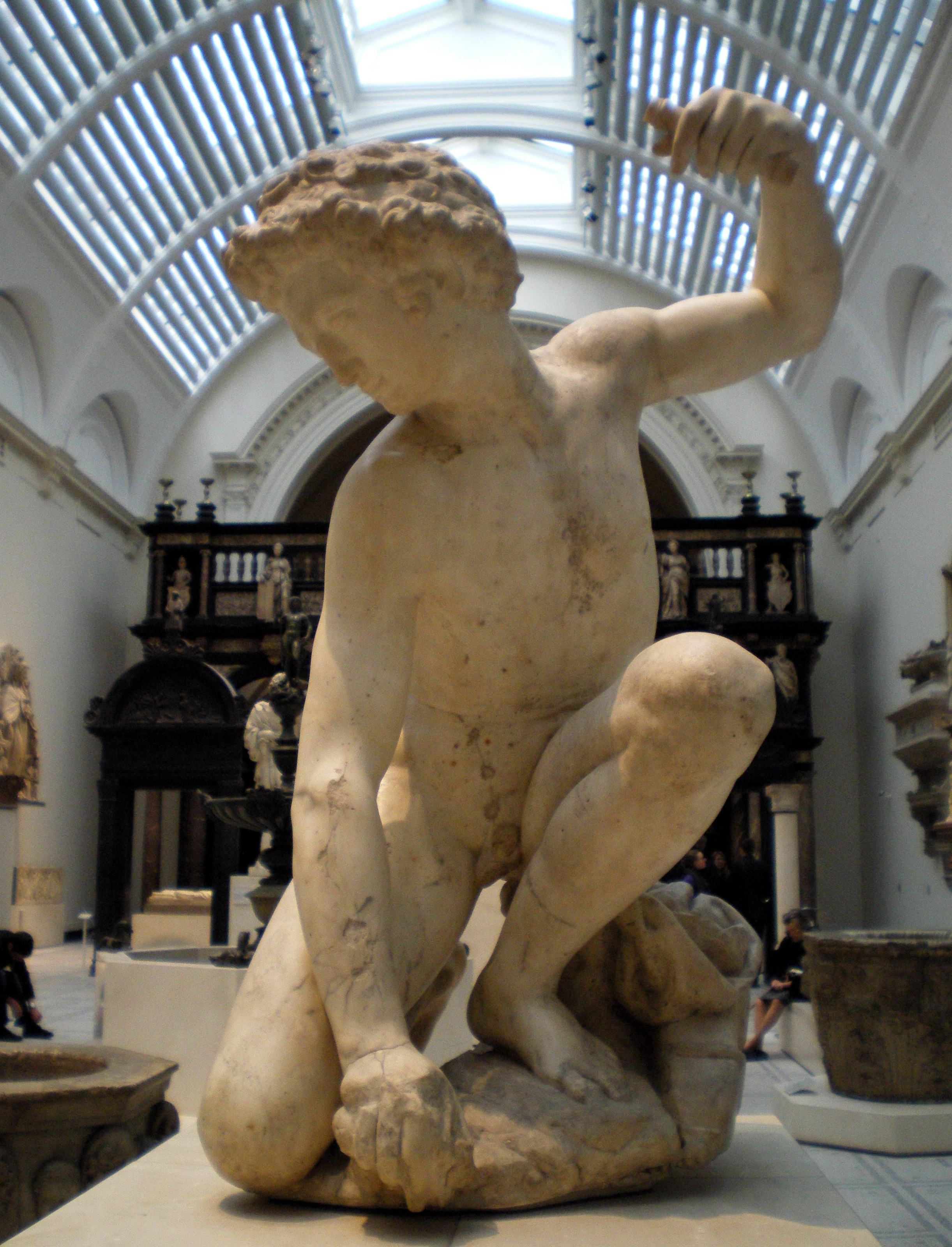
Narciso di Valerio Cioli, già negli orti Oricellari (Victoria and Albert Museum)